# Tours FC
Tours Football Club (normalt bare kendt som Tours FC) er en fransk fodboldklub fra Tours i Centre-regionen. Klubben spiller i den næstbedste række, Ligue 2, men har tidligere i kortere perioder optrådt i den bedste liga, Ligue 1. Klubben blev stiftet i 1919 og spiller sine hjemmekampe på Stade de la Vallée du Cher. Dens største bedrift kom i 1984 hvor man vandt Ligue 2.

## Titler
- Ligue 2 (1): 1984

## Kendte spillere
- Patrick Vieira
- Sylvain Distin
- Laurent Koscielny
- Olivier Giroud
- Guy Lacombe

## Danske spillere
- Ingen